# Larcheralm
Die Larcheralm ist eine Alm in der Gemeinde Bayrischzell.
Die Almhütte der Larcheralm steht unter Denkmalschutz und ist unter der Nummer D-1-82-112-53 in die Bayerische Denkmalliste eingetragen.

## Baubeschreibung
Bei der Almhütte der Larcheralm handelt es sich um einen erdgeschossigen, langgestreckten Blockbau auf einem gemauerten Sockel mit Flachsatteldach und Bretterbalkon. Das Gebäude wurde vermutlich noch im 19. Jahrhundert errichtet, 1942 wurde es verlängert und umgebaut.

## Heutige Nutzung
Die Larcheralm wird landwirtschaftlich genutzt.

## Lage
Die Larcheralm befindet sich in unmittelbarer Nähe der B307 am Sudelfeldpass auf einer Höhe von 1100 m ü. NN.